# Великий пенсионарий

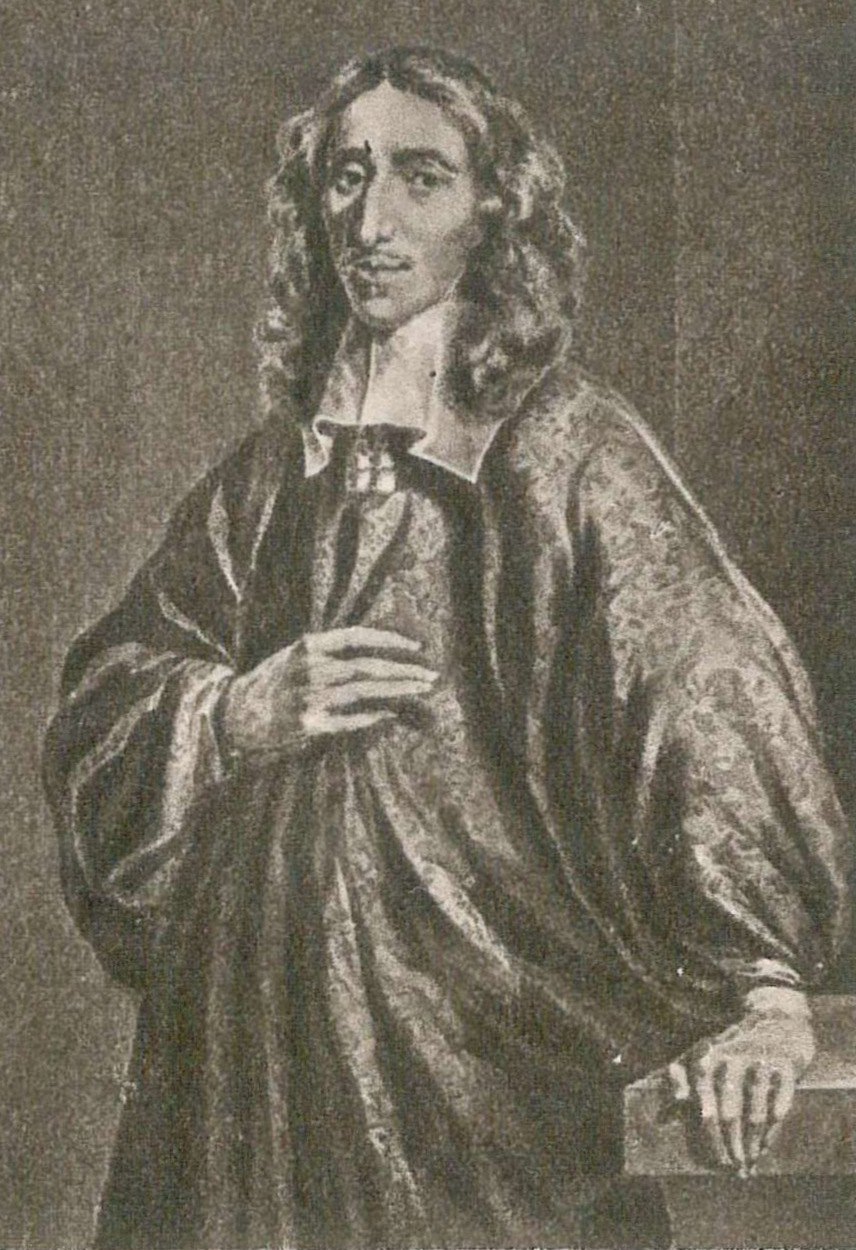
Ян де Витт — наиболее известный из Великих пенсионариев

Великий пенсионарий (нидерл. Raadpensionaris) — одно из высших должностных лиц в Республике Соединённых Провинций, первое должностное лицо и юридический советник как от провинции Голландия, так и от провинции Зеландия.
Пенсионарий или пенсионер, раньше «адвокат города» — в больших и обладавших правом голоса старых городах Нидерландов должностное лицо, занимавшее в городском совете такое же положение, какое великий пенсионарий или ратспенсионер (а до 1630 года «земский адвокат»), занимал в штатах провинции.
Великий пенсионарий провинции Голландия в Генеральных штатах собирал голоса, составлял решения, вскрывал письма на имя штатов, вёл переговоры с чужестранными послами и министрами, имел попечение о доходах, о сохранении порядка и вообще обо всём, касавшемся благосостояния провинции. Он участвовал в коллегии выборных советников, которой принадлежала верховная власть в промежутках между созывами штатов, и входил в состав депутации, которая представляла штаты провинции Голландия в Генеральных штатах Соединённых Нидерландов. Он избирался на пять лет, а по истечении этого срока большей частью ещё на пять лет. Он был одновременно и пенсионарием дворянства, которое, как и города, входило в состав провинциальных штатов. Батавская революция и французская оккупация уничтожили должность пенсионария к 1795 году; Наполеон I на короткое время восстановил этот титул, назначив в 1805 году Р. Я. Схиммелпеннинка ратспенсионарием Батавской республики.
Великий пенсионарий часто воспринимался как фактический лидер нидерландских республиканцев и противопоставлялся квазимонархической должности статхаудера: хорошо известен конфликт Йохана ван Олденбарневелта и Морица Оранского, а также Яна де Витта и Вильгельма III Оранского.